# 巴茨維爾 (新澤西州)
巴茨維爾（英語：Buttsville）是位於美國新澤西州沃倫縣的普查規定居民點。

## 人口
根據2020年美國人口普查的數據，巴茨維爾的面積為2.15平方千米，當中陸地面積為2.13平方千米，而水域面積為0.01平方千米。當地共有人口205人，而人口密度為每平方千米95.35人。